# 埼玉県社会人サッカーリーグ
埼玉県社会人サッカーリーグ（さいたまけんしゃかいじんサッカーリーグ）とは、全国の各都道府県にあるサッカーの都道府県リーグのひとつ。埼玉県の社会人チームが参加するリーグである。

## 概要&レギュレーション
埼玉県社会人サッカーリーグは3部構成となっている（2025年）。
- 1部（12チーム）[2]
  - 前期：1回戦総当たり、後期：上位・下位各6チームによる1回戦総当たり
  - 後期リーグの成績のみで順位を決定する
- 2部（9チーム×2ブロック、2回戦総当たり）[3][4]
- 3部（東部・北部ブロック各9チーム、西部・南部ブロック各12チーム、1回戦総当たり）[5][6][7][8]

下位カテゴリとして、各市・地区のサッカー協会が運営するブロックリーグが存在する。

### 昇格・降格について
- 1部上位4チームは関東社会人サッカー大会の参加権を得る。同大会の上位2チームは関東サッカーリーグ2部へ自動昇格となる。
- 1部10位～12位は2部に自動降格。2部各ブロック優勝チームが1部に自動昇格。
- 2部各ブロック2位チームによる3位決定戦を行い、勝者は自動昇格。
- 2部各ブロック8位・9位（計4チーム）は3部へ自動降格。3部各ブロック優勝チームが2部に自動昇格。
- 3部西部ブロックの11位・12位は各地区ブロックリーグへ降格。
- 3部南部ブロックの10位～12位は各地区ブロックリーグへ降格。
- 3部東部・北部ブロックの9位は各地区ブロックリーグへ降格。
- 各地区ブロックリーグの上位チームは、東部・西部・南部・北部それぞれで開催されるブロックリーグ決勝大会（トーナメント方式）に出場。西部・北部・東部は上位2チーム、南部は3チームが3部に昇格する。

なお、昇降格に関してはJFL・関東リーグの昇格降格数により変更があり、詳しくは社会人委員会により協議のうえ決定する。

## 所属クラブ（2025年）

### 1部
- アヴェントゥーラ川口
- Tokyo International University
- さいたまSC
- 大成シティFC坂戸
- FCカラスト埼玉南西
- ドリームス
- ACアルマレッザ入間
- KUMAGAYA CITY FC
- 与野蹴魂会
- さいたまSCセカンド
- KONOSU CITY FC
- 東松山南SSC

| - 越谷FC - FC西武台 - 大宮西カリオカFC - 東京国際大学ドルフィンズ - 武南FC - RSF（ラスタサッカーファミリー） - FC Garcelona越谷 - FCプエンテット - 熊谷西SC | - 川口FC - 大里FC - 東京国際大学happiness - さいたま市役所 - 草加FC - FC.BOWTH - CALIENTE KUMAGAYA - 高砂FC - FC.3DEP |

| - 春日部あとむ - 草加SC - 杉戸クラブ - トゥクヌー草加 - 東春72 - FC Puntos - 文教FC - 久喜エブリディ - ランゲ浦池 | - FC Josai University - FC.forza - チーム・ニッポン - 鶴ヶ島SC - KUGEDO FC - ACアルマレッザ入間lazo - 北坂戸SC - MMサントスFC - フォールサ・ピオネーロ川越 - 狭山ラトルズSC - FC.DNP - 初雁武蔵野SC | - FC.Bicho - TACKY'S - Area大谷場FC - 川口市役所文化体育会サッカー部 - 繋信FC - FCフルゴン - GRANDE FC - 与野LIBERTY - River Norte FC - ほのぼのクラブ - 与野八王子クラブ - 朝日FC GRAZIE | - 児玉町SC - Cap鴻巣FC - FC O’timo - 下忍クラブ - 深谷クラブ - 川里SC - Fascimonte FC - 鴻巣FC Camrade - MENUMA水友FC |

## 歴代成績
| 年度 | 優勝                           | 2位                  | 3位                    | 4位                  | 5位                  | 6位                  | 7位                  | 8位                  | 9位                  | 10位                 | 11位              | 12位                 |
| ---- | ------------------------------ | -------------------- | ---------------------- | -------------------- | -------------------- | -------------------- | -------------------- | -------------------- | -------------------- | -------------------- | ----------------- | -------------------- |
| 2002 | 佐川急便埼玉SC                 | 飯能ブルーダー       | 与野蹴魂会             | パイオニア川越       | 越谷FC               | 杉戸クラブ           | サイエンKAZO         | FC和光               | 富士見SC             | 川口SC               |                   |                      |
| 2003 | 飯能ブルーダー                 | 越谷FC               | 与野蹴魂会             | 佐川急便埼玉SC       | 毛呂山SC             | サイエンKAZO         | パイオニア川越       | FC和光               | 杉戸クラブ           | 川越全酪SC           |                   |                      |
| 2004 | 飯能ブルーダー                 | パイオニア川越       | 与野蹴魂会             | 飯能セボジータス     | 佐川急便さいたまSC   | 越谷FC               | FC西武台             | 毛呂山SC             | FC和光               | サイエンKAZO         |                   |                      |
| 2005 | 飯能セボジータス               | パイオニア川越       | 与野蹴魂会             | FC西武台             | 佐川急便さいたまSC   | 浦和レッズアマチュア | 川口SC               | 越谷FC               | 毛呂山SC             | FC和光               |                   |                      |
| 2006 | FC西武台                       | 与野蹴魂会           | 浦和レッズアマチュア   | 武南クラブ           | パイオニア川越       | 与野SC               | 川口SC.Fairyz        | 越谷FC               | 飯能セボジータス     | 佐川急便さいたまSC   |                   |                      |
| 2007 | AVENTURA SAITAMA               | 飯能セボジータス     | 浦和レッズアマチュア   | FC西武台             | パイオニア川越       | 武南クラブ           | 川越全酪FC           | 川口SC.Fairyz        | 越谷FC               | 深谷クラブ           |                   |                      |
| 2008 | パイオニア川越                 | 浦和レッズアマチュア | 坂戸シティFC           | アヴェントゥーラ川口 | FC西武台             | 飯能セボジータス     | 狭山アゼィリアFC     | 武南クラブ           |                      |                      |                   |                      |
| 2009 | 坂戸シティFC                   | パイオニア川越       | 飯能セボジータス       | アヴェントゥーラ川口 | FC西武台             | 浦和レッズアマチュア | 越谷FC               | 川口SC               |                      |                      |                   |                      |
| 2010 | 坂戸シティFC                   | FC西武台             | パイオニア川越         | 飯能セボジータス     | 武南クラブ           | 浦和レッズアマチュア | アヴェントゥーラ川口 | 与野八王子クラブ     | 与野蹴魂会           |                      |                   |                      |
| 2011 | 坂戸シティFC                   | パイオニア川越       | ホンダルミノッソ狭山FC | 飯能セボジータス     | 越谷FC               | 浦和レッズアマチュア | 狭山ラトルズSC       | FC西武台             | 武南クラブ           |                      |                   |                      |
| 2012 | 坂戸シティFC                   | 越谷FC               | アルドール狭山FC       | FC西武台             | クマガヤSC           | 狭山ラトルズSC       | 浦和レッズアマチュア | 川越全酪SC           | FC武南               |                      |                   |                      |
| 2013 | パイオニア川越                 | FC TIU               | クマガヤSC             | アルドール狭山FC     | 越谷FC               | クラブ・フェニックス | FC西武台             | 狭山ラトルズSC       | 浦和レッズアマチュア | 川越全酪SC           |                   |                      |
| 2014 | FC TIU                         | ACアルマレッザ飯能   | クマガヤSC             | クラブ・フェニックス | サンバ南SC           | アルドール狭山FC     | FC西武台             | パイオニア川越       | 越谷FC               | 狭山ラトルズSC       |                   |                      |
| 2015 | ACアルマレッザ飯能             | クマガヤSC           | アヴェントゥーラ川口   | サンバ南SC           | クラブ・フェニックス | 越谷FC               | パイオニア川越       | FC西武台             | アルドール狭山FC     | FC 3DEP              |                   |                      |
| 2016 | Tokyo International University | ACアルマレッザ入間   | サンバ南SC             | パイオニア川越       | クマガヤSC           | 浦和レッズアマチュア | 越谷FC               | アヴェントゥーラ川口 | FC西武台             | クラブフェニックス   |                   |                      |
| 2017 | Tokyo International University | ACアルマレッザ入間   | ドリームス             | 大成シティFC坂戸     | 与野蹴魂会           | クマガヤSC           | 越谷FC               | パイオニア川越       | 東松山南SSC          | 浦和レッズアマチュア |                   |                      |
| 2018 | Tokyo International University | ACアルマレッザ入間   | 大成シティFC坂戸       | ドリームス           | 与野蹴魂会           | クマガヤSC           | パイオニア川越       | 大里FC               | 越谷FC               | FC西武台             |                   |                      |
| 2019 | Tokyo International University | アヴェントゥーラ川口 | ACアルマレッザ入間     | 大成シティFC坂戸     | クマガヤSC           | 与野蹴魂会           | ドリームス           | 越谷FC               | 大里FC               | ピオネーロ川越       |                   |                      |
| 2020 | Tokyo International University | アヴェントゥーラ川口 | 大成シティFC坂戸       | ドリームス           | 与野蹴魂会           | クマガヤSC           | ACアルマレッザ入間   | 江南ブロッコリーズSA | 大里FC               | 越谷FC               |                   |                      |
| 2021 | Tokyo International University | ACアルマレッザ入間   | ドリームス             | 越谷FC               | CALIENTE KUMAGAYA    | 大成シティFC坂戸     | 与野蹴魂会           | 江南ブロッコリーズSA | 大里FC               |                      |                   |                      |
| 2022 | Tokyo International University | ドリームス           | 与野蹴魂会             | さいたまSC           | 大成シティFC坂戸     | Saitama east SV      | 越谷FC               | ACアルマレッザ入間   | CALIENTE KUMAGAYA    | 江南ブロッコリーズSA |                   |                      |
| 2023 | Tokyo International University | 越谷FC               | ドリームス             | COEDO KAWAGOE F.C    | ACアルマレッザ入間   | 大成シティFC坂戸     | さいたまSC           | 大里FC               | 与野蹴魂会           | さいたまSC セカンド  | CALIENTE KUMAGAYA | 江南ブロッコリーズSA |
| 2024 | Tokyo International University | さいたまSC           | 大成シティFC坂戸       | FCカラスト埼玉南西   | ドリームス           | ACアルマレッザ入間   | KUMAGAYA CITY FC     | 与野蹴魂会           | さいたまSC セカンド  | 越谷FC               | 川口FC            | 大里FC               |

| 昇 格 |
| 降 格 |

## 歴代優勝チーム

### 1部
| - 1989年 本田技研狭山 - 1990年 本田技研狭山 - 1991年 本田技研和光 - 1992年 本田技研和光 - 1993年 本田技研和光 - 1994年 本田技研和光 - 1995年 本田技研和光 - 1996年 本田技研和光 - 1997年 本田技研和光 - 1998年 本田技研和光 - 1999年 与野蹴魂会 - 2000年 与野蹴魂会 - 2001年 飯能ブルーダー - 2002年 佐川急便埼玉SC - 2003年 飯能ブルーダー - 2004年 飯能ブルーダー - 2005年 飯能セボジータス - 2006年 FC西武台 | - 2007年 AVENTURA SAITAMA - 2008年 パイオニア川越 - 2009年 坂戸シティFC - 2010年 坂戸シティFC - 2011年 坂戸シティFC - 2012年 坂戸シティFC - 2013年 パイオニア川越 - 2014年 FC TIU - 2015年 ACアルマレッザ飯能 - 2016年 Tokyo International University - 2017年 Tokyo International University - 2018年 Tokyo International University - 2019年 Tokyo International University - 2020年 Tokyo International University - 2021年 Tokyo International University - 2022年 Tokyo International University - 2023年 Tokyo International University - 2024年 Tokyo International University |